# Novo Selo (Loznica)
Novo Selo (Servisch cyrillisch Ново Село) is een plaats in de Servische gemeente Loznica. De plaats telt 1404 inwoners (2002).